# Лопетарі
Лопетарі (рум. Lopătari) — село у повіті Бузеу в Румунії. Адміністративний центр комуни Лопетарі.
Село розташоване на відстані 122 км на північ від Бухареста, 41 км на північний захід від Бузеу, 112 км на захід від Галаца, 78 км на схід від Брашова.

## Населення
За даними перепису населення 2002 року у селі проживали 1136 осіб. Усі жителі села рідною мовою назвали румунську.
Національний склад населення села:
| Національність | Кількість осіб | Відсоток |
| -------------- | -------------- | -------- |
| румуни         | 1128           | 99,3%    |
| цигани         | 8              | 0,7%     |